# سیارک ۱۶۰۳۶
سیارک ۱۶۰۳۶ (به انگلیسی: 16036 Moroz، نامگذاری:1999GV8) شانزده هزار و سی و ششمین سیارک کشف شده‌است که در ۱۰ آوریل ۱۹۹۹ کشف شد.
قدر مطلق سیارک برابر ۲۹.۵ است.